# Riddarrevolten
Riddarrevolten eller fattigbaronernas uppror ägde rum i Tyskland mellan hösten 1522 och 7 maj 1523 och var ett uppror av humanistiska protestanter ur riddarklassen, ledda av Franz von Sickingen, mot den katolska kyrkan och den tysk-romerske kejsaren. Revolten var kortvarig och utan framgång men hade betydelse som inspiration och en medverkande händelse för det tyska bondekriget 1524–1526. 